# 德拉本克烈口岸
10°25′40″N 104°27′10″E / 10.427709°N 104.452718°E
德拉本克烈口岸，全称德拉本克烈国际口岸，另译达拉边克里尔口岸，是柬埔寨上丁省磅德拉县的一个边境口岸。该口岸与老挝占巴塞省孟孔县农诺肯口岸相接。
该口岸于2017年1月正式开放。